# BlackPanther OS
A blackPanther OS magyarok által fejlesztett, RPM-alapú Linux disztribúció, aminek a fejlesztése 2002-ben indult el. A név a „blackPanther Operating System” rövidítése (magyarul: fekete párduc operációs rendszer); noha a névnek közlésük szerint nincs köze semmilyen faji, vagy politikai nézethez. A fejlesztő magyar alternatív operációs rendszerként határozta meg, melynek a célja, hogy teljes értékű magyar alternatívát nyújtson Microsoft Windows helyett.
A fejlesztők 2022 áprilisában bejelentették az operációs rendszer ingyenes változatának megszüntetését, amelynek okaként a Fidesz 2022-es választási győzelmét jelölték meg egy, a honlapra feltöltött, politikai hangvételű, az MDF-et, az SZDSZ-t, az MSZP-t és a Fideszt korrupcióval vádoló közleményben.
Rendszeres része a blackPanther OS kommunikációjának az, hogy a 2 milliárd forintból szakértett és fejlesztett Linux Mint-alapú, általuk „Fidesz-Linux” néven aposztrofált Digitális Jólét Szoftver Alapcsomagot kritizálják. A kérdéses operációs rendszer publikálása előtt a blackPanthert ugyanis a fejlesztői ingyen ajánlották fel a magyar államnak erre a célra, azzal a feltétellel, hogy a magyar közoktatásban legalább más gyártók elterjedt informatikai termékeivel azonos óraszámban oktassanak nyílt forráskódú, ingyenes szoftver alternatívákat is. A szerződéskötésre végül nem került sor.
Az operációs rendszer jótékonysági szervezetek, karitatív munkát végzők számára, valamint oktatási célra továbbra is ingyenesen elérhető. Ezen kívül a blackPanther Facebook csoportjában kérhető lemezképfájl a közösségi vezetőktől.
A blackPanther OS értékesítési jogával több magyar és külföldi cég és szervezet is rendelkezik, az alapító Barcza Károly személyesen csak a szerzői jogát szokta feltüntetni.

## Rendszerkövetelmények
Minimális konfiguráció:
- CPU: Intel/AMD (2 magos – 64 bites) 1,5 GHz
- 4 GB RAM
- 40 GB HDD
- Intel 9xx (vagy újabb) VGA-Kártya

## Tulajdonságai
Az alaprendszer a mindennapi használathoz szükséges összes alkalmazást tartalmazza.
A rendszerben több egyedi fejlesztésű program, alkalmazás és integráció is megtalálható. Egyedi módon a blackPanther OS a NAV követelményeknek megfelelő Számlázó és alapvető készletkezelő programot is tartalmaz a magyar kis- és középvállalkozások számára, melynek a használata ezen az operációs rendszeren ingyenes.

### Programcsomagok
A blackPanther OS ugyan egy RPM alapú disztribúció, de a v16.2 változatban elsőként integrálta a rendszerbe az AppImage csomagformátum támogatását, illetve a v18.1 verzióval a Flatpak, a 18.1SE verzióval pedig a Snap csomagformátum is támogatottá vált. Konverter programokkal a Deb-típusú, Anbox (Android környezetet biztosító megoldás) és a Darlin keretprogrammal egyes MacOS-re készült DMG vagy PKG csomagformátumok telepítését és futtatását is lehetővé teszi.
Az App-Helper (Alkalmazás Segítő) telepítőszolgáltatás lehetővé teszi, hogy a menüből kiválasztott, de még fel nem telepített alkalmazásokat a rendszer telepítse és indítsa. Az App-Mime lehetővé teszi az egyed adatformákhoz való applikációk intelligens kiválasztását. A fejlesztők közlése szerint a Microsoft 2021-ben lemásolta a blackPanther OS App-Helper technológiáját és beépítette a Windows 11-be Installation-On-Demand néven.

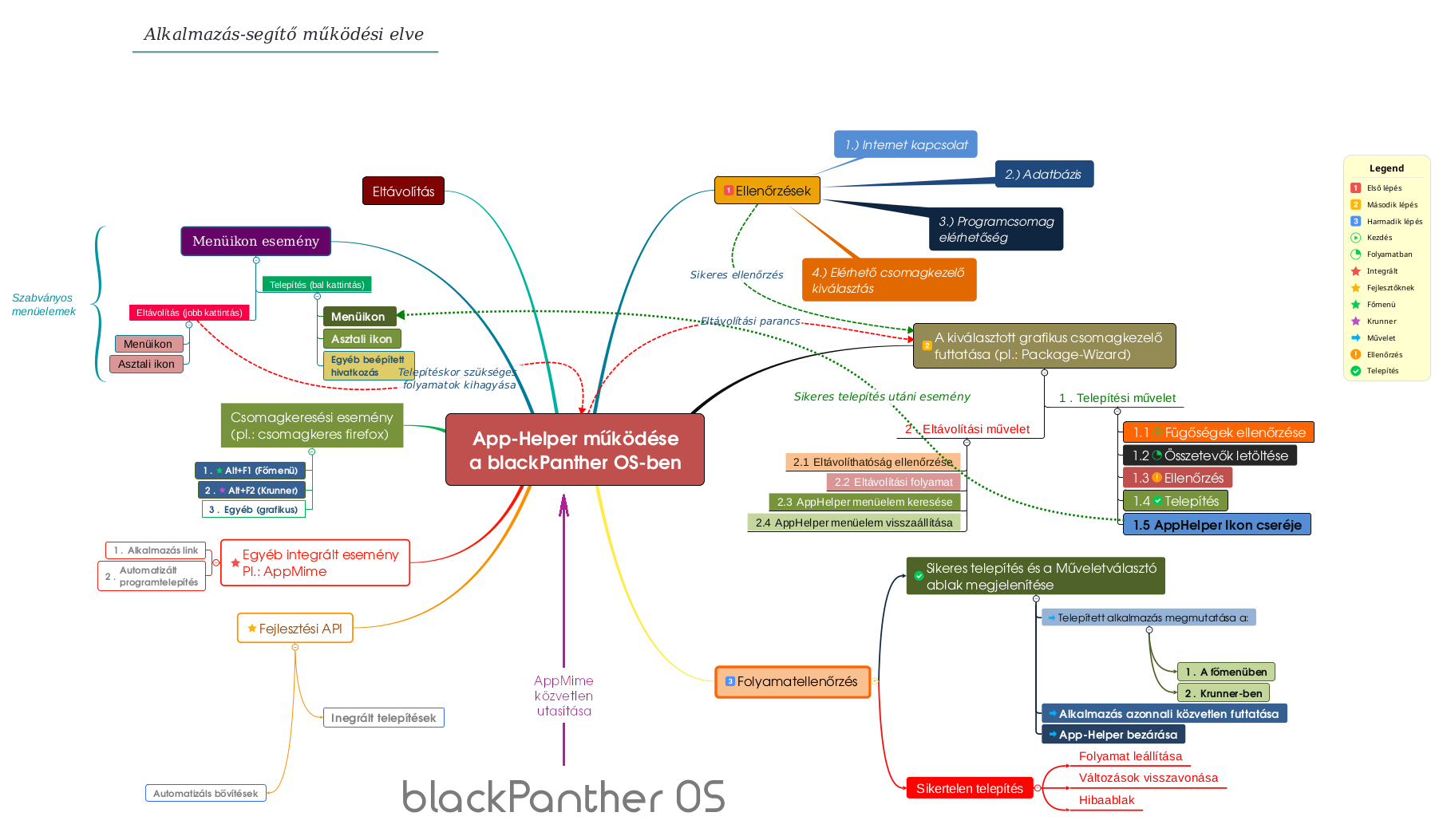
Az AppHelper működési elve

Az alkalmazás-raktár fiókkal rendelkező tagoknak elérhető és több, mint 30.000 RPM-programcsomagot tartalmaz.

### Windows alkalmazások támogatása
Bár hivatalosan nem támogatott, és a jobb minőségű üzleti megoldásokat és a hiánypótló egyéni fejlesztést helyezi a fejlesztő előtérbe, de a Windows programok egy részét a Wine, WineTricks, PlayOnLinux vagy a Q4Wine segítségével képes futtatni.

### A terminál magyar nyelvű parancskészlete
A fejlesztők tapasztalata és felhasználói visszajelzések alapján elmondható, hogy a Windows-ról váltó felhasználóknak nagy nehézséget okoz a konzolhasználat, ezért is volt a blackPanther fejlesztésének a fókuszában az már 20 éve is, hogy minden beállítás elérhető legyen grafikus felületen. Így a jelmondatunk nem más lett, mint a: „Csak kattints és használd”
Persze azokat se felejtették el, akik érdeklődnek a parancssor után, és az életüket megkönnyítették azzal, hogy hagyományos POSIX rendszerben elérhető parancsok mellé, külön integráltak egy magyar nyelven is használható parancskészletet, melyeket a ‘parancsok’ kulcsszó begépelésével lehet kilistázni. A terminál fogadja az angol nyelvű parancsokat is.

### Egyedi fejlesztések
A blackPanther OS számtalan egyedi fejlesztést hajtott végre alapítása óta,
ennek egyik ékes példája a KDE által fejlesztett rendszerbeállítások kiegészítése csak a blackPanther OS-ben fellelhető egyedi menüpontokkal.

### Táblagépek támogatása
A blackPanther OS saját fejlesztésében 2019 végén elindította a táblagépek támogatását is, az érintőképernyő használhatóságán túl a KDE Plasma munkaasztal teljes táblagép-módú működésének támogatását, beleértve az elfordítás kezelését vagy a képernyő-billentyűzetet.

### ChatGPT
A blackPanther OS 22.1-es verziójába 2023 márciusában integrálták a ChatGPT-t, a weboldalon megjelent ezzel kapcsolatos bejegyzésük alapján tudomásuk szerint ezzel a blackPanther OS lett az első Linux disztribúció amelybe integrálva lett ez a funkció.[forrás?]

## Kiadások
A blackPanther OS a Mandrake-ből származott le 2002-ben, de csak kb. 12-15 elemet vett át belőle. A második kiadástól kezdve  elkezdődött a saját kódbázis kiépítése, így onnantól kezdve a fejlesztők közlése szerint már nem tekinthető más rendszer forkjának.
| Verzió | Név                    | Kiadás dátuma       | Megjegyzés                                                         |
| ------ | ---------------------- | ------------------- | ------------------------------------------------------------------ |
| 1.0    | Shadow                 | 2003. december 7.   | Világ első Live-rendszerei közül az egyik.                         |
| 4.0    | NextGeneration         | 2004. augusztus 1.  | Teljes függetlenedés a Mandrake-vonaltól.                          |
| 4.1    | Special                | 2005. január 9.     |                                                                    |
| 4.2    | Route                  | 2005. június 20.    |                                                                    |
| 5.1    | Napalm                 | 2006. március 22.   |                                                                    |
| 5.2    | Go                     | 2007. április 1.    | Speciális változat saját márkás laptopokhoz                        |
| 5.2.8  | Sea                    | 2008. április 12.   | Speciális változat saját márkás laptopokhoz                        |
| 5.15.2 | Go II.                 | 2008. április 12.   | Speciális változat saját márkás laptopokhoz                        |
| 9.1    | HappyBirthDayMate      | 2009. június 28.    |                                                                    |
| 9.1.1  | Seeker                 | 2009. július 10.    |                                                                    |
| 10.1   | Destinitiy             | 2009. december 31.  |                                                                    |
| 10.1.1 | LXDE Community Edition | 2010. október 16.   | Közösségi kiadás Horváth Adrián és Tóth István közreműködésével    |
| 11.1   | Darkness               | 2011. október 17.   |                                                                    |
| 11.1.1 | Darkness               | 2012.               |                                                                    |
| 11.1.2 | Darker                 | 2014. május 21.     |                                                                    |
| 14.1   | Walking Dead           | 2015. július 29.    | utolsó kiadás: 2016.01.15.                                         |
| 16.1   | Silent Killer          | 2011. október 17.   | utolsó kiadás, egyben az utolsó 32 bites kiadás: 2019.04.06.       |
| 18.1   | Renegade               | 2020. augusztus 16. | utolsó kiadás: 2024.01.21.                                         |
| 22.1   | Pomáz                  | 2023. május 1.      | legfrissebb változat: 2025.08.01.                                  |
| 2x.x   | Zugló                  |                     | Teljes egészében Qt6 alapra felépített változat – fejlesztés alatt |

## Kritikája
A magyar Linux Mint közösség egyik vezető tagja azzal vádolta meg őket, hogy nem valósak az általuk reklámozott felhasználói számok a Linux Hardware Guide oldalán. Ennek igazolására készített egy scriptet és egy egész éjszakán át tartó támadással több tízezer hamis Linux Mint-es scanneléssel töltötte fel az oldal adatbázisát, és az összes scannelés jól láthatóan egyetlen gépről származott, a támadása következtében később a LHG oldal fejlesztői az oldal bezárása mellett döntöttek. Az említett adatbázisban a blackPanther OS gépek scannelései az adatbázisban egyébként mindig egyediek voltak, legfeljebb úgy fordultak elő duplikációk hogy közben egy másik blackPanther OS verzióval scannelték a gépet vagy valamilyen új hardver került az adott gépbe, ez bár duplikációként jelent meg, de az oldal szabályzata szerint teljesen szabályos volt. Az incidenst megelőzően egyébként a blackPanther OS fejlesztői aktívan segítettek is a Linux Hardware Guide csapatának a fejlesztésben, több változtatást is beküldtek nekik GitHubon bizonyos hibák javítására. Az incidenst követően a magyar Linux közösség jelentős része persze a blackPanther OS fejlesztőit kiáltotta ki „csalóknak”.